# Assassin's Creed: Brotherhood
Assassin's Creed: Brotherhood je akciono-avanturistička video igra razvijena od strane studija Ubisoft Montreal i izdata od strane kompanije Ubisoft. Ovo je treći veći nastavak u Assassin's Creed serijalu, a direktni nastavak igre Assassin's Creed II iz 2009. godine. Igra se prvo pojavila na konzolama PlayStation 3 i Xbox 360 u novembru i decembru 2010. godine, a kasnije i na Windows računarima u martu i junu 2011.
Radnja prati vekovima staru borbu između , koji se bore za mir i održanje slobodne volje, i Templara, koji žele mir kroz apsolutnu kontrolu. Opšta radnja je smeštena u 21. vek i i prati glavnog junaka Dezmonda Majlsa koji, uz pomoć mašine poznatije kao Animus, proživljava sećanja svojih predaka da bi pronašao način da spreči apokalipsu 2012. Glavna priča se nastavlja na priču iz prethodnika, i prati Assassina Ecija Auditorea da Firenze (eng. Ezio Auditore da Firenze) u šesnaestovekovnoj Italiji i njegovom putu da obnovi red Assassina, i uništi svoje neprijatelje: porodicu Bordžija.
Assassin's Creed: Brotherhood je smešten u otvoreni svet i igra je prezentovana iz trećeg lica sa fokusom na korišćenje Eciovih borilačkih sposobnosti i veština šunjanja za eliminisanje meta i istraživanje sveta. Igrač može slobodno da se kreće i istražuje šesnaestovekovni Rim da završava sporedne misije ne vezane za glavnu priču. Igra je prvi put uvela multiplejer komponentu u serijal, pod nazivom Templar trening program.
Igra je od kritičara dobila pozitivne kritike za smeštanje igre u Rim, sadržaj, poboljšanja gejmpleja u odnosu na prethodnika i dodatak multiplejer moda; radnja igre je dobila većinom pozitivan odgovor, međutim nekoliko kritičara je smatralo da je inferiornija u odnosu na prethodnika. Igra je dobila nekoliko nagrada ukljčujući nagradu BAFTA za najbolju akcionu igru. Igra je praćena direktnim nastavkom pod nazivom Assassin's Creed: Revelations u novembru 2011, i predstavljala je završetak priče o Eciju a, nastavila je priču o Dezmondu Majlsu.
Poboljšana verzija igre (eng. remastered version), zajedno sa igrom Assassin's Creed II i Assassin's Creed: Revelations, objavljena je za PlayStation 4 i Xbox One 15. novembra 2016 kao deo kolekcije igara pod nazivom: The Ezio Collection.

## Gejmplej
je akciono-avanturistička video igra sa akcentom na nelinearni, sendboks (eng. sandbox) stil igranja, parkur kretanje, stapanje sa masom, šunjanje, eliminacije, i borbom prsa u prsa. Borbeni sistem odlikuje nekoliko poboljšanja i po prvi put u serijalu, igra nudi multiplejer mod zajedno sa preko 15 sati kampanje za jednog igrača.
Igra uvodi novi menadžment sistem: mogućnost regrutovanja novih članova tako što uništava neke od dvanaest Bordžija tornjeva oko Rima gde su stacionirane trupe papskih stražara, i onda spašavanjem nezadovoljnih stanovnika u njihovim okruzima od mučenja stražara, igrač može da regrutuje nove članove u red. Igrač, kao Ecio, onda može da ih šalje na zadatke po celoj Evropi ili da ih pozove kao podršku tokom misija ili istraživanja otvorenog sveta (ako nisu već zauzeti). Postavljanje zadataka novim Assassinima daje im iskustvo, igrač je u mogućnosti da menja njihov izgled, veštine, i oružje do određene mere tako što troši poene koje su zaradili. Assassini mogu da poginu na misijama, i ne mogu se vratiti igraču već ako želi da dopuni svoje redove mora regrutuje nove. Ecio ovladava novim srpavicama, kao što su Leonardo da Vinčijev padobran, koji može da se koristi kada se skače sa visokih zgrada, zajedno sa otrovnim strelicama, otrovom koji brže deluje, samostrelom, i sposobnosti da drži i baca teža oružja kao što su sekire.
Osnovni seting je Rim, koji je otišao u propast zbog korumpirane vladavnine papstva Bordžija i Templara Papskim državama i koncentracije bogatstva u Vatikan. Baš kao i u gradić Monteriđoni (eng. Monteriggioni) u igri Assassin's Creed II, igrač može da investira u grad, vidi njegov razvoj, i otključa određene nagrade. Igrač treba da pokori i uništi Bordžija tornjeve da oslobodi grad od njihovog uticaja. Završavanje ovih zadataka otključava nove misije i šanse za igrača. Rim je veći od svih gradova iz prethodne dve igre (Rim is tri puta veći od Firence iz igre ) i čine ga pet oblasti: Vatikan (Vaticano), Centar (Centro), Transtever (Trastevere), Provincija (Campagna) i Antiko (Antico). Za razliku od prethodnika putovanje između različitih gradova ili regiona više ne postoji, zbog toga što se najveći deo akcije u igri dešava oko Rima. Umesto toga postoji niz tunelskih mreža koje se prostiru kroz ceo grad koje dozvoljavaju igraču da brže putuje do različitih oblasti u gradu. Međutim igrači mogu da istražuju ceo Rim, da posete luku u Napulju, deo Navara u Španiji, Valnerin, jezero Nevi i sadašnji Monteriđoni.
Borbeni sistem je modifikovan u odnosu na prethodne igre. Napasti prvi i ostale napadačke akcije su smrtonosnije nego u prethodnim igrama gde su kontra napadi bili najefikasniji. Ranije je igrač zbog ovoga čekao dok neprijatelji u igri ne napadnu, što je usporavalo dinamiku borbe. Veštačka inteligencija u ovoj igri je agresivnija i neprijatelji mogu da napadaju u isto vreme . Da ih pogubi, Ecio može pored bliske borbe da koristi i oružja za daljinsku borbu (noževe za bacanje, samostrel...), u isto vreme, a kao novina uveden je i skriveni pištolj. Kada ubije jednog neprijatelja, igrač može da veže nekoliko ubistava, i tako brzo ubije više neprijatelja. Ecio sada može da baca teška oružja (sekire, koplja, i mačeve) na neprijatelje i tako ih ubije iz jednog napada. Pored onih već viđenih u prethodniku tu su i novi tipovi neprijatelja kao što su konjanici, arkebusi (eng. arquebusiers), papski stražari i drugi.
U ovoj igri konji igraju veću ulogu, ne samo da se koriste kao vid transporta (prvi put unutar grada) već i kao deo akrobatskih sekvenci kao i napredne borbe, dozvoljavajući korišćenje daljinskih oružja u toku jahanja. Assassin's Creed: Brotherhood tакоđе uvodi različite vrste eliminacija koje se mogu izvoditi u toku jahanja konja, čak i eliminacija neprijatelja koji su takođe na konju. Tu su i objekti koji se mogu naći u okolini kao što je vaza sa cvećem koja je viđena još u igri Assassin's Creed II za brže kretanje unutar grada (sistem tunela koji se nalaze u gradu omogućavaju brzo putovanje po gradu), i novi predmeti kao što je lift za podizanje robe pomoću koga igrač može brzo da se popne na više zgrade ili građevine.
Za razliku od prethodnih igara, Dezmond može bilo kad da napusti Animus. To dozvoljava Dezmondu da istražuje grad Monteriđoni u sadašnjosti. Igraču je takođe dostupan virtuelni trening, mini-igra gde igrač može da testira svoje parkur ili borbene sposobnosti.
Kao i prethodnim Assassin's Creed naslovima, prisutni su likovi bazirani na istorijskim ličnostima, uključujući Rodriga Bordžiju (Rodrigo Borgia), Čezara Bordžiju (Cezare Borgia), Nikola Makijavelija (Niccolo Machiavelli), Katarinu Sforcu (Caterina Sforza) i Leonarda da Vinčija. Neke od poznatih lokacija u igri uključuju Koloseum i Panteon u Rimu; i Vijanu u Španiji.

### Multiplejer
je prva igra u originalnom serijalu koja poseduje mod za više igrača. Igrači su u ulozi Templara u obuci u postrojenju kompanije Abstergo. Oni koriste Animuse viđene na početku prethodne igre da pristupe sećanjima starih Templara i steknu njihove veštine koristeći "bleeding effect". Postoji osam modova (Wanted, Alliance, Manhunt, Chest Capture, Advanced Wanted, Advanced Alliance, Escort i Assassinate) i različite mape, uključujući i delove iz prethodnika kao što je Firenca, kao i nove mape Rim, Kastel Gandolfo (Castel Gandolfo), Sijena i Mont Sen-Mišel (Mont Saint-Michel). Gejmplej u multiplejer modu je sličan kao i koreni gameplay serijala, pa igrači treba da koriste svoje sposobnosti za eliminaciju i tiha ubistva ovaj put protiv drugih igrača. Igrači moraju da love mete dok su u isto vreme i sami meta. Igrači zarađuju poene tako što vrše eliminacije, brane se od drugih progonitelja, uzimaju različite bonuse ili izvršavaju specijalne zadatke karakteristične za mod u kome trenutno igraju. Mod takođe poseduje veliki broj jedinstvenih likova koje igrač moža da otključa tokom igranja.
Multiplejer mod takođe sadrži sistem napredovanja, koji dozvoljava igračima da otključaju nagrade tako što zarađuju iskustvene poene tokom mečeva i tako prelaze na više nivoe. Igrači onda mogu da otključavaju različite bonuse za niz ubistava ili pogibija i pasivne ili aktivne veštine. Sposobnosti su aktivne veštine, koje se mogu koristiti samo nakon određenog vremena (eng. cooldown) perioda. Pasivne veštine daju određene sposobnosti koje su stalno aktivne i mogu se izaberati pre početka svakog meča . Bonusi vezani za niz ubistava ili pogibija se dobijaju stizanjem do određenog broja uspešnih ili neuspešnih eliminacija. Multiplejer beta testiranje, koje je bilo ekskluzivno za PlayStation 3 korisnike, objavljeno je na E3 sajmu 2010. godine. Počelo je 4. oktobra 2010, sa ranim pristupom za pretplatnike PlayStation Plus servisa od 27. septembra, i završilo se 18. oktobra 2010. U beti su bile dostupne tri mape: Rim, Kastel Gandolfo i Sijena.

#### Svako za sebe
U Wanted modu, na mapi se nalazi najmanje šest igrača koji moraju da pronađu i eliminišu jedni druge. Svaki igrač dobija drugog igrača kao metu. Cilj je naći i ubiti metu bez njenog znanja ili biti ubijen od strane svog progonitelja. Igrači se ne razlikuju od nekih kompjuterski kontrolisanih likova koji se kreću po mapama. Ako igrač greškom ubije takvog lika ili na drugi način probije zaklon, lakše su vidljivi progoniteljima i metama, što ponekad za rezultat ima poteru između igrača. Igrač sa najvećim ukupnim brojem poena na kraju meča pobeđuje. Igrači će izgubiti svoju metu ako ubiju kompjuterski kontrolisane likove, budu ošamućeni od strane svoje mete ili ako je metu ubio neki drugi igrač. Igrač ne može da ubije drugog igrača koji nije njegova meta, ali mogu ošamute svog progonitelja. Advanced Wanted mod je varijanta Wanted moda, sa manjim razlikama uključujući povećan broj kompjuterski kontrolisanih likova na mapi i kompas za praćenje je manje precizan pa je teže pronaći metu. Generalno, u ovom modu je šunjanje još zastupljenije nego u običnom Wanted modu.
Assassinate mod je sličan Wanted modu, ali umesto da meta bude dodeljena svakom igraču, svi igrači su mete jedni drugima. Igrači moraju da identifikuju likove drugih igrača i zaključaju nišan pre eliminacije. Iz razloga što dva igrača mogu da ubiju jedan drugog, ko prvi zaključa nišan postaje lovac, a drugi postaje meta. Standardni kompas viđen u Wanted modu je ovde zamenjen strelicama u koje pokazuju blizinu drugih igrača, koje se povećavaju i postaju lukovi oko ivica kako se drugi igrači približavaju, i koji će eventualno postati puni krugovi kada su drugi igrači veoma blizu. Kao i udrugim modovima, igrač sa najvećim ukupnim brojem poenana kraju meča biva proglašen pobednikom.
Timski
U Alliance modu, prave se tri tima, svaki tim se sastoji od maksimalno dva igrača, i obojica koriste isti izgled lika u igri. Cilj ovog moda je skupiti više poena od drugih timova, ali svaki tim je progonjen od strane drugog tima i dozvoljeno im je da ubijaju članove samo jednog određenog tima (ne tima koji ih juri, ali njih mogu da ošamute). Ovaj mod ohrabruje igrače da rade zajedno, i kao tim mogu da pomažu jedni drugima ili mogu da eliminišu svoje mete istovremeno.  mod je varijanta Alliance moda, međutim kompasi igrača kao i okršaj sa njihovim metama postaje teži, slično kao u Advanced Wanted modu.
U Manhunt modu igrači se dele u dva tima od po četvoro. Jedan tim predstavlja lovce, dok je drugi tim meta. Svaki tim ima izgled kao jedan specifičan lik iz igre i smenjuju se u ulozi lovca. Lovci ostvaruju poene eliminacijama, dok mete ostvaruju poene bekstvima, ošamućivanjem , i tako što ostaju skriveni tokom trajanja meča. Tim sa najvećim brojem poena pobeđuje. U Chest Capture modu igrači se takođe dele na dva tima po četiri igrača. Jedan tim je u ulozi lovca, a drugi tim je meta i treba da ukrade kovčege tako što stoje blizu njih. Svaki tim igrač iz tima ima izgled kao specifičan lik iz igre i timovi se smenjuju u ulozi lovca i progonitelja. Lovci ostvaruju poene eliminacijama, dok mete ostvaruju poene bekstvima, ošamućivanjem i krađom kovčega. Tim sa najvećim ukupnim brojem poena pobeđuje. U Escort mod jedan tim od četiri igrača štiti kompjuterski kontrolisanog lika dok drugi tim pokušava da ga eliminiše. Tim štiti dva lika u isto vreme i moraju da ih sprovedu kroz niz kontrolnih tačaka, čija je vidljivost dostupna obema timovima. Kada je jedan od likova ubijen drugi tim pobeđuje. Ovaj mod se sastoji iz dve runde gde svaki tim igra jednom kao pratnja i jednom kao ubica.

#### Likovi
Igrači mogu da biraju jednog od 21 dostupnog lika, uključujući: Kurtizanu, Berberina, Sveštenika, Plemića, Skitnicu, Dželata, Doktora, Kovača, Kapetana, Švercera, Inženjera, Džeparoša, Lopova, Harlekina (ženski Harlekin, koja je dostupna preko Uplay-a) i Najamnika. Dva specijalna lika su bila dostupna samo preko određenih pretplatničkih izdanja igre i to su: Harlekin i Oficir. Međutim, ova dva specijalna lika su takođe uključena u dodatni sadržaj Da Vinčijev Nestanak (eng. The Da Vinci Disappearance) kao i specijalne lokacije Trajanova Pijaca (eng. Trajan Market) i Akvadukti (eng. Aqueducts). Paket sadrži 4 nova lika, Dama Rosu (eng. Dama Rossa), Viteza, Markiza, i Parijaha. Svaki lik ima jedinstvene pokrete za eliminaciju neprijatelja i svoje jedinstveno oružje. Likovi su podložni izmenama kako igrač napreduje. Izmene uključuju promenu boje odeće, i opremanje lika novom opremom.

## Kratak pregled

### Radnja
Dezmondova priča se nastavlja gde je stala u prethodnoj igri u 2012. godini. Nakon što je pobegao nakon napada Templara na kraju prethodne igre, Dezmond Majls, Lusi Stilman, Rebeka Krejn, i Šon Hejstings beže u Monteriđoni, i uspostavljaju novo skrovište u ruševinama Vile Auditore. Nakon povratka električne energije u starim tunelima ispod vile, igrač ponovo preuzima kontrolu nad Eciom kroz Dezmondovu genetsku memoriju, koristeći Animus 2.0 (koji predstavlja memorijski interfejs u igri). njihova misija je da nađu Jabuku Raja (eng. Apple of Eden), važan i misteriozan artifakt koji bi mogao da spreči apokalipsu koja dolazi te iste godine, i za koju se veruje da je izvršena od strane Templara.
Eciova priča se nastavlja 1499.godine, izlaskom iz Trezora, zbunjen onim što je unutra video. Beži iz Rima sa svojim ujakom, Marijom Auditoreom, i vraća se u Monteriđoni. Kada se vratio kući, Ecio je utešen izgledom da je njegova osveta završena; međutim, Nikolo Makijaveli preispituje Eciovu odluku da ostavi Rodriga Bordžiju (sada Papu Aleksandra VI) u životu. Sledećeg jutra - Dana Nove Godine - Monteriđoni pod opsadom Čezara Bordžije, Rodrigovog sina. Marija je ubio Čezare lično, i Jabuka je prešla u ruke Čezaru i Templarima. Ecio beži sa porodicom i putuje još jednom u Rim, centar Templarske moći u Italiji, još jednom tražeći osvetu protiv Bordžija. Tamo, Ecio otkriva da Asasini gube u svojoj borbi protiv korupcije. Odlučan da obnovi Red, Ecio ubeđuje Makiavelija da on ima to što je potrebno da vodi dok sastavlja Bratstvo dovoljno jako da uništi Templare i svog novog najvećeg neprijatelja, Čezara.
Tokom sledeće četiri godine, Ecio izvršava razne zadatke u cilju da oslabi uticaj Bordžija u glavnom gradu, sabotirajući Čezarove resurse i u procesu eliminiše ključne ljude blizu njega i ljude koje rade za njega, i polako vraća Rimu izgubljenu staru slavu. Nakon što je povratio snagu Rimskim Asasinima, Ecio dobija rang Il Mentore (italijanski naziv za Mentora) i postaje lider Assassina u Italiji. Za ovo vreme, Eciova sistra Klaudija takođe postaje Assassin.
Čezare, saznavši za Eciove radnje, suočava se sa svojim sumnjičavim ocem i očajnički traži još novca, i samu Jabuku. Rodrigo odbija, obazriv da ne isprovocira Asasine, i pokušava da otruje svog sina, uvideći da Čezarova žudnja za moći ne može da se drži pod kontrolom. Čezare, međutim, preokreće situaciju u svoju korist i njegov otac biva ubijen umesto njega. Ecio je prisustvovao ovome, i nakon što je saznao gde se Jabuka nalazi, povratio ju je iz Bazilike Svetog Petra. Ecio je koristi da nadjača Čezarove snage i polako se povlačeći uz pomoć svojih pristalica; Čezare je konačno uhapšen od strane papske straže Pape Julija II nakon što su se Ecio i Asasini sukobili sa njim i pobili njegove preostale pristalice.
Posle nekog vremena, Ecio još jednom koristi Jabuku da proveri Čezara, koji je pobegao iz zatvora, nakon što je dobio podršku svog novog pokrovitelja, Džona III od Navare, koji je posle opsade osvojio Vijanu, grad u Navari. Ecio sreće Čezara na zidinama raspadnutog zamka i bori se sa njim. Čezare tvrdi da ne može biti ubijen rukom običnog smrtnika, tako podstičući Ecija da ga ostavi njegovoj sudbini tako što če ga baciti sa zidina u njegovu smrt. Ecio onda uzima Jabuku i sakriva je u Hramu Prve Civilizacije sagrađenom ispod Rimskog Koloseuma.
Koristeći koordinate uzete iz Eciovih sećanja, Dezmond, Lusi, Šon, i Rebeka putuju do Hrama, sa namerom da iskoriste Jabuku da lociraju preostale Hramove i zadrže druge Delove Raja izvan ruku Templara. Kako Dezmond dolazi do Hrama, on je onda suočen sa hologramom bića pod imenom Junona, koja izgleda da je iste rase kao i Minerva; međutim, ni Lusi, Šon, ni Rebeka ne mogu ni da je vide niti čuju. Većina njenih komentara se odnose na to kako čevečanstvo nema dovoljno znanja. Ona iznosi da je čovečanstvo is "nevino i neuko;" da ljudi nisu napravljeni da budu mudri, obdareni sa samo pet od šest čula: vid, miris, ukus, dodir, i sluh, ali sa nedostatkom znanja. Njena opreznost odjednom pada, i ona postaje jako ljuta, vičući, "Trebali smo vas ostaviti kakvi ste bili!"
Kako Dezmond prilazi Jabuci i dodirne je, vreme oko njega staje, mada on može i dalje da se pomera i govori. Junona govori u šiframa i iznosi da je Dezmond potomak njene rase, i da je njihov neprijatelj; ona takođe kaže da je tu i žena koja će da ga otprati kroz "kapiju" ali ne sme joj biti dozvoljeno.Ona preuzima kontrolu nad Dezmondovim telom i prinuđuje ga da probode Lusi kroz stomak. Oboje padaju na zemlju, Lusi mrtva a Dezmond pada u komu. Na samom završetku igre, mogu se čuti dva čoveka kako raspravljaju da li da vrate Dezmonda nazad u Animus.

## Razvoj
je razvio studio Ubisoft Montreal. Studio iz Montreala je takođe radio i na obe prethodne Assassin's Creed igre iz serijala i tako je izabran da vodi produkciju i trećeg nastavka. Nova Assassin's Creed epizoda koja uvodi multiplejer bila je najvljena tokom fiskalnih rezultata trećeg kvartala 2009. godine bez objavljivanja imena igre. Poćetkom maja 2010, zaposleni kompanije GejmStop (eng. GameStop) je objavio na Internetu nekoliko slika sa kutije koja je imala naslov Assassin's Creed: Brotherhood dok je Ubisoft izbacivao malo po malo materijala preko Fejsbuka i Tvitera. Ubisoft je onda potvrdio autentičnost tih slika. Brotherhood nije numerisan za razliku od prethodnika zato što bi igrači, pa čak i sami developeri očekivali novi svet i novog pretka dok je ova igra samo nastavak Eciove priče.
Igru je prvenstveno razvijao Ubisoft Montreal u Kanadi. Produkciji su delimično pomogla četiri druga Ubisoft razvojna studija: Ansi, Singapur, Bukurešt i Kvebek Siti. Multiplejer mod je uglavnom razvio Ubisoft Ansi, studio odgovoran za pravljenje multiplejer moda u igri Tom Clancy's Splinter Cell: Chaos Theory. Ubisoft je takođe najavio planove za dodatni sadržaj nakon izlaska igre. Dva seta besplatnog dodatnog sadržaja su već bila objavljena pod nazivom "Animus Project Update 1.0" i "Animus Project Update 2.0". Prvi uključuje novu mapu Mon Sen Mišel i jedan novi mod, Advanced Alliance. "Animus Project Update 2.0" je izašao u januaru 2011, i takođe je bio besplatan i uključio je novu mapu, mod i uveo sistem za ocenjivanje igrača. Iz perspektive performansi, Ubisoft je dao komentar da se nadaju da će jaz između PlayStation 3 i Xbox 360 verzija postati još manji sa izlaskom ove igre.
Dodatno, humorista Deni Volas (eng. Danny Wallace) i glumica Kristen Bel repriziraju svoje uloge iz igre Assassin's Creed II.
Još u razvoju, kreativni direktor Patris Desilets je otišao pre nego prezentacije igre na E3 sajmu 2010. godine. Ubisoft i produkcijski menadžer Žan-Fransoa Bojvin su izjavili da je samo uzeo "kreativni odmor" nakon što je završio svoje zadatke na igri. Trejler za multiplejer mod je izbačen na zvanični sajt još pre sajma. Filmski trejler se raširio tokom Ubisoftove E3 konferencije za novinare zajedno sa videom odigranog početka igre. Assassin's Creed: Brotherhood je dostigao svoj zlatni status 28. oktobra 2010. Windows verzija ima podršku za Nvidia 3D Vision tehnologiju i podršku za više monitora kroz AMD Eyefinity. Takođe koristi Tagès zaštitu protiv kopiranja, kao i Ubisoftovu onlajn platformu, ali ne zahteva stalnu Internet vezu za igranje. 30. novembra 2010, objavljena je novela po igri pod istim nazivom. Ova novela je nastavak prethodne novele Assassin's Creed: Renaissance.

## Muzika
Muziku u igri je komponovao Džesper Kid, koji je napravio i kompozicije i za prethodne Assassin's Creed igre. Trake iz igre su objavljene 16. novembra 2010. Fizički CD-ovi sa numerama su pratili izlazak sledećih maloprodajnih izdanja. Međutim lista sa numerama je drugačija u odnosu na digitalno izdanje - CD ima 22 numere, uključujući 3 ekskluzivne, ali joj nedostaje numera "Apple Chamber" koja je prisutna u digitalnom izdanju.

## Maloprodajna izdanja
| Uključuje                               | Standardno izdanje (konzole & PC) | Specijalno izdanje (konzole & PC)            | Auditore izdanje (konzole & PC)                                         | Kolekcionarsko izdanje (samo za konzole) | Ograničeno Kodeks izdanje (konzole & PC) | Digitalno Deluks izdanje (samo PC) | Da Vinči izdanje (samo konzole)                              |
| --------------------------------------- | --------------------------------- | -------------------------------------------- | ----------------------------------------------------------------------- | ---------------------------------------- | ---------------------------------------- | ---------------------------------- | ------------------------------------------------------------ |
| Disk igre                               | Да                                | Да                                           | Да                                                                      | Да                                       | Да                                       | Не (Samo preuzimanje)              | Да                                                           |
| Bonus disk sa pravljenjem numera u igri | Не                                | Не                                           | Не                                                                      | Да                                       | Да                                       | Не (Samo preuzimanje)              | Не                                                           |
| Kartice multiplejer likova              | Не                                | Не                                           | Да                                                                      | Не                                       | Да                                       | Да (Samo preuzimanje)              | Не                                                           |
| Assassin's Creed: Lineage DVD           | Не                                | Не                                           | Да                                                                      | Не                                       | Да (Samo za Evropu)                      | Не (Samo preuzimanje)              | Не                                                           |
| Singlplejer mape                        | Не                                | Да (Trajanova Pijaca)                        | Да (Akvadukt)                                                           | Да (Trajanova Pijaca i Akvadukt)         | Да (Trajanova Pijaca i Akvadukt)         | Да (Trajanova Pijaca i Akvadukt)   | Да (Trajanova Pijaca i Akvadukt)                             |
| Multiplejer likovi                      | Не                                | Да (Oficir ili Harlekin)                     | Не                                                                      | Да (Oficir)                              | Да (Oficir i Harlekin)                   | Да (Oficir i Harlekin)             | Да (Oficir, Harlekin, Dama Rosa, Vitez, Markiz i Parijah)    |
| Ekskluzivni paket                       | Не                                | Не                                           | Да (providna kutija sa 3D termalnim portretom Ecija i "Animus" efektom) | Да (Crna, rasklopiva kartonska kutija)   | Да (kolekcionarsko kovčeg pakovanje)     | Не                                 | Не                                                           |
| Da Vinčijev Nestanak- dodatni sadržaj   | Не                                | Не                                           | Не                                                                      | Не                                       | Не                                       | Да (putem besplatnog ažuriranja)   | Да (putem besplatnog, ali vremenski ograničenog preuzimanja) |
| Drečen oklop za Ecija                   | Не                                | Да (samo kao pretplatnički bonus na Amazonu) | Да                                                                      | Не                                       | Да                                       | Да                                 | Да                                                           |
| Karta Rima iz igre                      | Не                                | Не                                           | Не                                                                      | Да                                       | Да                                       | Да (Samo preuzimanje)              | Не                                                           |
| Čupoglavac iz kutije                    | Не                                | Не                                           | Не                                                                      | Да (Doktor ili Harlekin)                 | Не                                       | Не                                 | Не                                                           |
| Umetnička knjiga                        | Не                                | Не                                           | Не                                                                      | Да                                       | Не                                       | Не                                 | Не                                                           |
| Kodeks                                  | Не                                | Не                                           | Не                                                                      | Не                                       | Да                                       | Да (Samo preuzimanje)              | Не                                                           |

Postoje različita specijalna maloprodajna izdanja igre Assassin's Creed: Brotherhood. Različita izdanja su dostupna u različitim regionima. Tu je i određeni broj predplatničih bonusa, koji mogu da variraju, u zavisnosti od prodavaca. Neki prodavci su nudili i pristup multiplejer beta testiranju na PlayStationu 3 kao bonus onima koji su kupili igru pre izlaska. Sve verzije igre za PlayStation 3 uključuju ekskluzivni besplatni dodatni sadržaj pod nazivom "Kopernikova Zavera" koja je postala dostupna na PlayStation prodavnici 16. novembra 2010. Igrači imaju pristup nekoliko novih misija koje prate priču o poznatom astronomu renesanse, Nikolu Kopernika. Dodatni sadržaj uključuje kurirske, eliminacione i zaštitničke misije u kojima će Ecio dobiti zadatak da rasvetli zaveru protiv Kopernika i da brani njegovu filozofiju. PC verzija igre je objavljena od strane izdavačke kuće Akella u Rusiji u ekskluzivnom Kolekcionarskom izdanju koje uključuje 6 metalnih figura likova iz multiplejera.

## Dodatni sadržaj

### sadržaj
Ubisoftova platforma Uplay omogućava dodatno obogaćivanje igre, trošenjem poena koji se dobijaju igranjem igre i ispunjavanjem posebnih zadataka u igri. Dostupne nagrade su teme iz igre za PC računare i PlayStation 3, Firentinska plemićka odora, Altairov oklop, Altairova odora, Povećanje kapaciteta municije pištolja i Harlekin, lik dostupan u multiplejer modu igre.

### Kopernikova Zavera
Kopernikova zavera je besplatan dodatni sadržaj za Assassin's Creed: Brotherhood, inicijalno objavljen ekskluzivno za PlayStation 3 na dan izlaska igre, kasnije dobija i zvaničnu podršku na PC računarima putem zakrpe 23. maja 2017 na Steam i Uplay platformama i kasnije automatski dostupna u paketu: The Ezio Collection na konzolama PlayStation 4 i Xbox One. Radnja se fokusira na astronoma Nikolu Kopernika, koji upada u nevolju sa Vatikanom, koji ne želi da Kopernik obrazuje javnost o astronomiji. Paket sadrži osam sporednih misija, u rasponu od kurirskih, eliminacija i čuvanja ciljeva.

### 
je uključio novi multiplejer mod u igri i novu mapu. Mod, Advanced Alliance, je verzija Alliance moda, sa otežanim i okršajima identifikacijom meta, dajući tako izazovnije iskustvo za igrače. Sa tri tima od po dva igrača, Advanced Alliance je teži test za igrače i nagrađuje timove koji rade zajedno. Nova mapa, Mon Sen-Mišel, je locirana na kamenitom plimskom ostrvu u Normandiji u Francuskoj. Njegova specifična topografija uskih ulica, visokih zvonarskih kula, arhitektura na više nivoa su savršeni za lovce i predatore da iskoče niotkuda i pogube svoj plen. Da prežive, regruti moraju da koriste parkur i uske ulice u svoju korist.
Animus Project Update 2.0 je dodao još jedan novi mod i mapu. Nova mapa pod nazivom Pijenca daje parkur igralište sa otvorenim oblastima, gde predatori i mete mogu brzo da se uklope u okolinu i nestanu, okruženi uskim ulicama i višespratnim zgradama za dodatnu vertikalnost. U novom Chest Capture multiplejer modu, dva tima od po tri igrača se takmiče kao Lovci i Zaštitnici; zajedno sa drugim Templarima, Lovci će pokušati da ukradu sadržaj kovčega razbacanih po mapi dok će zaštitnici pokušati da to spreče. Takođe uključeno u ažuriranje je i Templarski sistem poena ubačen da nagradi težak rad Abstergovih regruta. Advanced Alliance mod je takođe upakovan sa novim sadržajem, dok Mon Sen-Mišel mapa is nije. Samo jedno od ovih ažuriranja može biti aktivno, tako da će igrači koristiti ili mapu iz 1.0 ažuriranja ili novi mod, novu mapu i Templarski sistem poena iz ažuriranja 2.0.

### Da Vinčijev Nestanak
Da Vinčijev Nestanak, na PlayStation Plus i Xbox Lajv servisu, predstavlja novi sadržaj i za jednog igrača i nove multiplejer modove. Za singlplejer mod, ovaj sadržaj uključuje 8 novih misija, 2 nove lokacije i 10 trofeja/dostignuća. Multiplejer sadržaj uključuje 2 nova moda u igri, novu mapu i 4 nova lika. PC verzija uključuje dodatni sadržaj besplatno (mora da se aktivira na Uplay platformi) zajedno sa oba ažuriranja za Animus Project. U martu je objavljena verzija igre za konzole pod nazivom "Da Vinci Edition". Ova verzija sadrži sav dodatan sadržaj iz Da Vinčijevog Nestanka.
Priča se vrti oko misterioznog nestanka Leonarda da Vinčija 1506. godine. Ecio dolazi u Leonardovu radionicu sa njegovim asistentom Salajem i saznaje da je nestao. Ubrzo je otkriveno da je Leonardo pronašao tajni trezor i njegovi planovi su bili otkriveni od strane Hermetika, članova Kulta Hermesa. Ecio nalazi zapis na podu koji navodi da treba da pronađe pet Leonardovih slika koje je nekada posedovao u Monteriđoniju ali su sada nestale. Veliki deo ove sekvence se fokusira na Eciovu potragu i povraćanje ovih slika. Nakon što je pronašao slike, Ecio saznaje mesto nove podzemne lokacije u Rimu i upućuje se tamo, da nađe Da Vinčija zatvorenog od strane Hermetika. Nakon što oslobodi Leonarda, njih dvojica pronalaze novi trezor, u kome su otkriveni brojevi 43 39 19 N i 75 27 42 W. Ecio daje komentar na ove brojeve "Ovo nije namenjeno nama". Na kraju sekvence, čuju se dva muška glasa kako komentarišu (jedan koji je Assassin, Vilijam) da je Dezmond pao u komu. Oni takođe kažu "imamo lokaciju hrama" i "šta onda čekaš, idemo." Ovaj dodatni sadržaj se računa kao Animus Update 3.0, sa dodatkom od dva nova multiplejer lika i pretplatničkog paketa, Harlekin i Oficir, kao i specijalnim Dračen oklopom za Ecija.

## Prijem
je dobio mnoge kritike po izlasku igre. Puno recenzijskih sajtova kao što su GameRankings i Metacritic su dali Xbox 360 verziji 90.55% i 89/100, PlayStation 3 verziji 89.92% i 90/100 i PC verziji 87.64% i 88/100. Osvojila je nagradu za najbolju akciono-avanturističku igru na Spajk TV nagradama za video igre 2010 Igra je takođe bila nominovana za 7 BAFTA nagrada u odeljku video igre 2011.godine, uključujući i nagradu za najbolju igru. Osvojila je nagradu i u kategoriji Akcija, izgubivši od igre Mass Effect 2 u kategoriji Najbolja Igra.
Multiplejer je bio najavljen na E3 sajmu 2010, gde je i bio prikazan po prvi put. Sajt GameTrailers je pohvalio igru i rekao da je najbolja multiplejer igra na sajmu. Multiplejer deo igre Assassin's Creed: Brotherhood je bio generalno dobro prihvaćen od strane kritičara. Magazin Game Informer je dao igri ocenu 9.25/10, komentarišuči da mogućnost da se sastavi grupa pratilaca značajno poboljšanje u odnosu na gejmplej prethodnika , ihalivši novi multiplejer mod kao nešto što još nije viđeno do tada. Recenzija magazina je takođe dala visoke ocene grafici, zvučnim efektima i glasovnoj glumi.
Eurogamer je pohvalio sve o igri Assassin's Creed: Brotherhood, tako što joj je dao 10/10, i naročito istakao zrelost priče: "U jednoj misiji vidimo Ecija kako remeti pokušaj atentata u ruševinama Rimskog Koloseuma tokom predstave o smrti Isusa Hrista. To zahteva uravnoteženog i developera punog saosećanja da tako vešto iskoristi tako trnovit koncept, i to je mera zrelosti Ubisoft Montreala koji je više nego dorastao takvom izazovu. Brotherhood gradi intrigantnu misteriju oko svojih likova, okružujući ih tajnama, i ohrabrujući igranje – i ništa ne izgleda kao da mu tu nije mesto."  U decembru 2015, Game Informer je rangirao igru kao do tada najbolju igru u Assassin's Creed serijalu.
Dodatak Da Vinčijev Nestanak je takođe naišao na pozitivne recenzije, i drži ocenu 75/100 na sajtu Metacritic.
Recenzije su za odloženu PC verziju ispitivale razloge za odlaganje datuma izlaska igre s obzirom da se igra nije mnogo razlikovala od verzije za konzole osim manjih grafičkih poboljšanja i manjeg bonus sadržaja. Međutim, najviše hvaljen potez Ubisofta je bio skidanje DRM zaštite koja je oštetila PC verziju igre Assassin's Creed II kao i to što je besplatno uključio sav dodatni sadržaj.

### Prodaja
Igra je prešla milion prodaja za manje od nedelju dana nakon izlaska. Assassin's Creed: Brotherhood je tako postao Ubisoftov najbrže prodavaniji Evropski naslov ikad. Takođe je imao i najbolji Ubisoftov početak u Evropi i postao najbolje prodavani naslov ikad od novembra 2010. Od maja 2011, Ubisoft je objavio da je igra prodala 7.2 miliona kopija, i da je ceo serijal prodao preko 29 miliona kopija.

## Nastavak
Dana 5. maja 2011, otkriveno je da će Assassin's Creed: Revelations biti sledeća veća igra u Assassin's Creed serijalu. Objavljena je 15. novembra 2011. Ovo je druga igra koja ima mogućnost igranja sa tri lika (Altair, Ecio i Dezmond) posle igre Assassin's Creed II, koja se usresredila na Ecija i Dezmonda dok je Altair imao nakratko pojavio kao igrivi lik u igri. Radnja igrer je smeštena Konstantinopolj, na vrhuncu Osmanskog Carstva. Revelations je vratio multiplejer iskustvo uvedeno prvi put u prethodniku sa "više modova, više mapa, i više likova" kako je rečeno u zvaničnom saopštenju. To je takođe i poslednja igra sa Eciom u glavnoj ulozi.'
Dana 17. septembra 2018 studio Triton Noir je objavio lansiranje društvene igre pod nazivom: . Dešavaće se 1509. godine (smeštena između igre Assassin's Creed: Brotherhood i Assassin's Creed: Revelations) sa Eciom Auditoreom da Firenze, Leonardo da Vinčijem, i Lukrecijom Bordžijom; ali će takođe uključivati i nove likove kao što je Alesandra. Igru je razvio Tibaud de la Toan, imaće više od 20 sati igranja, i izaći će u novembru.

## Spoljašnje veze
- Assassin's Creed: Brotherhood на веб-сајту MobyGames (језик: енглески)